# Lista odcinków serialu Jeden gniewny Charlie
Lista zawiera opis odcinków serialu telewizyjnego Jeden gniewny Charlie, emitowanego przez amerykańską stację telewizyjną FX od 28 czerwca 2012 roku do 22 grudnia 2014 roku. W Polsce od 21 października 2012 przez Comedy Central.
| Sezon | Sezon | Odcinki | Oryginalna emisja | Oryginalna emisja | Oryginalna emisja    | Oryginalna emisja | Oryginalna emisja |
| Sezon | Sezon | Odcinki | Premiera sezonu   | Finał sezonu      | Premiera sezonu      | Finał sezonu      |                   |
| ----- | ----- | ------- | ----------------- | ----------------- | -------------------- | ----------------- | ----------------- |
|       | 1     | 10      | 28 czerwca 2012   | 23 sierpnia 2012  | 21 października 2012 | 23 grudnia 2012   |                   |
|       | 2     | 90      | 17 stycznia 2013  | 22 grudnia 2014   | 17 lutego 2013       | ?                 |                   |

## Sezon 1 (2012)
Sezon pierwszy składał się z 10 odcinków, zadebiutował 26 czerwca 2012 roku, zakończył się 23 sierpnia 2012 roku.

### Obsada ról pierwszoplanowych
- Charlie Sheen jako Charlie Goodson
- Selma Blair jako Dr Kate Wales
- Shawnee Smith jako Jennifer Goodson
- Daniela Bobadilla jako Sam Goodson
- Noureen DeWulf jako Lacey Payel
- Michael Arden jako Patrick
- Derek Richardson jako Nolan Johnson
- Barry Corbin jako Ed

| 1 | Charlie Goes Back to Therapy            | Andy Cadiff  | Bruce Helford  | 26 czerwca 2012  |
| Charlie jest bliski pobicia chłopaka swojej byłej żony. Postanawia samemu udać się na terapię do swojej przyjaciółki Kate, która jest także jego partnerką seksualną. |                                         |              |                |                  |
| 2 | Charlie and the Slumpbuster             | Gerry Cohen  | Kristy Grant   | 28 czerwca 2012  |
| Charliego odwiedza kobieta z problemami (Kerri Kenney-Silver), z którą kiedyś spędził noc, traktując ją jako „pogromczynię pecha”. Charlie próbuje udowodnić kobiecie, że umówił się z nią dlatego, że była atrakcyjna. |                                         |              |                |                  |
| 3 | Charlie Tries Sleep Deprivation         | Bob Koherr   | Dave Kaplan    | 5 lipca 2012     |
| Charlie przeprowadza eksperyment ze swoimi pacjentami pozbawiając ich snu na 36 godzin. |                                         |              |                |                  |
| 4 | Charlie and Kate Battle Over a Patient  | Andy Cadiff  | Bob Kushell    | 12 lipca 2012    |
| Kate rywalizuje z Charliem i przekonuje Patricka by ten zmienił terapeutę. |                                         |              |                |                  |
| 5 | Charlie Tries to Prove Therapy is Legit | Rob Schiller | Daley Haggar   | 19 lipca 2012    |
| Charlie poznaje wspólniczkę byłej żony o imieniu Lori (Denise Richards), która uważa, że terapia jest nieskuteczna. Patrickowi wydaje się, że nawiedza go duch jego matki. |                                         |              |                |                  |
| 6 | Charlie Dates Kate’s Patient            | Sam Simon    | Shauna McGarry | 26 lipca 2012    |
| Charlie rozpoczyna romans z pacjentką Kate, która pracuje jako kelnerka w kawiarni (Kristen Renton). |                                         |              |                |                  |
| 7 | Charlie’s Patient Gets Out of Jail      | Gerry Cohen  | Michael Loftus | 2 sierpnia 2012  |
| Pacjent Charliego o imieniu Cleo wychodzi z więzienia. Pomimo homoseksualnych skłonności interesuje go Jennifer i zaczyna się z nią umawiać. |                                         |              |                |                  |
| 8 | Charlie Outs a Patient                  | Rob Schiller | Brian Posehn   | 9 sierpnia 2012  |
| Charlie angażuje się w życie osobiste Nolana, co Kate uważa za nieprofesjonalne. |                                         |              |                |                  |
| 9 | Charlie’s Dad Visits                    | Bob Koherr   | Daley Haggar   | 16 sierpnia 2012 |
| Charliego odwiedza ojciec (Martin Sheen), który zachowuje się bardzo przyjaźnie. Koliduje to ze wspomnieniami Charliego z dzieciństwa, z którego zapamiętał ojca jako człowieka wiecznie niezadowolonego i kłótliwego. |                                         |              |                |                  |
| 10 | Charlie Gets Romantic                   | Bob Koherr   | Janae Bakken   | 23 sierpnia 2012 |
| Charlie i Jennifer martwią się, że ich córka Sam jest lesbijką po tym jak publikuje ona zdjęcie na Facebooku, na którym całuje się z dziewczyną. Jennifer obwinia się, że w przeszłości również miała kontakty intymne z kobietami, przez co jej córka też może mieć skłonności homoseksualne. Kate odmawia Charliemu, kiedy ten prosi ją o wspólne wyjście do kina. |                                         |              |                |                  |

## Sezon 2 (2013)
Premierowe odcinki sezonu 2 „Jeden gniewny Charlie” w Polsce są emitowane od 17 lutego 2013 na Comedy Central.
Odcinek pt. „Charlie and Kate Have Sex for Science” (jako 26 odcinek 2 sezonu), który miał być emitowany 27 czerwca 2013 roku został anulowany w związku z wyrzuceniem z produkcji serialu Selmy Blair. Zamiast tego odcinka wyemitowano „Charlie and the Hot Nerd”, który został wyprodukowany jako pierwszy bez udziału Blair. W miejsce Blair została wprowadzona postać dr Jordan Denby, grana przez Laurę Bell Bundy. Od 45 odcinka (35 odcinka 2 sezonu) Brian Austin Green dołączył do głównej obsady, kreowany przez niego Sean zostaje sąsiadem Charliego i jego najlepszym przyjacielem.

### Obsada ról pierwszoplanowych
- Charlie Sheen jako Charlie Goodson
- Selma Blair jako Dr Kate Wales
- Shawnee Smith jako Jennifer Goodson
- Daniela Bobadilla jako Sam Goodson
- Noureen DeWulf jako Lacey Payel
- Michael Arden jako Patrick
- Derek Richardson jako Nolan Johnson
- Barry Corbin jako Ed
- Brian Austin Green jako Sean Healy
- Laura Bell Bundy jako Dr Jordan Denby

| 1 | Charlie Loses it at a Baby Shower                               | Steve Zuckerman             | Michael Loftus                          | 17 stycznia 2013     |
| Charlie zabiera Kate na przyjęcie do swojej siostry. |                                                                 |                             |                                         |                      |
| 2 | Charlie’s Dad Starts to Lose It                                 | Andy Cadiff                 | Clay Graham                             | 17 stycznia 2013     |
| Ojciec Charliego – Martin, odwiedza swojego syna. Podczas wizyty zachowuje się dziwnie, przez co Charlie zaczyna podejrzewać u swojego rodzica chorobę psychiczną. |                                                                 |                             |                                         |                      |
| 3 | Charlie and the Ex–Patient                                      | Gerry Cohen                 | Daley Haggar                            | 24 stycznia 2013     |
| Charlie spotyka swoją byłą pacjentkę. Ze względów formalnych (nie minęło 5 lat od daty zakończenia terapii) nie może się z nią umówić. |                                                                 |                             |                                         |                      |
| 4 | Charlie’s Dad Breaks Bad                                        | Bob Koherr                  | Eric Weinberg                           | 31 stycznia 2013     |
| Martin postanawia założyć klub dla osób w jego wieku. Wraz z nowymi przyjaciółmi zaczyna nadużywać alkoholu. |                                                                 |                             |                                         |                      |
| 5 | Charlie & Jen Together Again                                    | Gerry Cohen                 | Bob Kushell                             | 7 lutego 2013        |
| Z powodu pleśni w swoim domu Jen wprowadza się do Charliego. |                                                                 |                             |                                         |                      |
| 6 | Charlie and Deception Therapy                                   | Andy Cadiff                 | Eric Weinberg                           | 14 lutego 2013       |
| Charlie testuje na Edzie nową formę terapii podając mu Placebo. |                                                                 |                             |                                         |                      |
| 7 | Charlie Dates a Teacher                                         | Bob Koherr                  | Michael Loftus                          | 21 lutego 2013       |
| Sam narzeka na złe stopnie w szkole, Charlie postanawia porozmawiać z jej nauczycielką. |                                                                 |                             |                                         |                      |
| 8 | Charlie and Cee Lo                                              | Gerry Cohen                 | Daniel Dracht                           | 28 lutego 2013       |
| Charlie zostaje terapeutą Cee Lo Greena, który ma problem ze zwalnianiem ludzi. |                                                                 |                             |                                         |                      |
| 9 | Charlie is an Expert Witness                                    | Gerry Cohen                 | Dan Dracht                              | 7 marca 2013         |
| Charlie rywalizuje z Kate o posadę biegłego sądowego. |                                                                 |                             |                                         |                      |
| 10 | Charlie & Catholicism                                           | Steve Zuckerman             | Dave Caplan                             | 14 marca 2013        |
| Charlie udaje przed Martinem, iż jest praktykującym katolikiem. |                                                                 |                             |                                         |                      |
| 11 | Charlie Dates Crazy, Sexy, Angry                                | Andy Cadiff                 | Kristy Grant                            | 4 kwietnia 2013      |
| Lori, była kobieta Charliego chce do niego wrócić. Patrick i Ed szukają faceta dla Lacey. |                                                                 |                             |                                         |                      |
| 12 | Charlie Gets Lindsay Lohan in Trouble                           | Bob Koherr                  | Dave Caplan, Bruce Helford, Bob Kushell | 11 kwietnia 2013     |
| Charlie zostaje terapeutą i kochankiem Lindsay Lohan. |                                                                 |                             |                                         |                      |
| 13 | Charlie and Lacey Piss Off the Neighborhood                     | Bob Koherr                  | Daley Haggar                            | 18 kwietnia 2013     |
| Charlie i Lacey popadają w konflikt z sąsiadem. |                                                                 |                             |                                         |                      |
| 14 | Charlie and Kate Horse Around                                   | Bob Koherr                  | Shauna McGarry                          | 18 kwietnia 2013     |
| Charlie zabiera swoją rodzinę i grupę terapeutyczną na wieś. |                                                                 |                             |                                         |                      |
| 15 | Charlie’s Patients Hook Up                                      | Gerry Cohen                 | Renée Estevez                           | 25 kwietnia 2013     |
| Charlie umawia na randkę Lacey i Nolana. |                                                                 |                             |                                         |                      |
| 16 | Charlie and Kate’s Dirty Pictures                               | Bob Koherr                  | Rob Ulin                                | 2 maja 2013          |
| Nolan zostaje zatrudniony jako asystent Kate z polecenia Charliego. |                                                                 |                             |                                         |                      |
| 17 | Charlie Lets Kate Take Charge                                   | Gerry Cohen                 | Dave Caplan                             | 9 maja 2013          |
| Charlie zostaje menedżerem drużyny baseballowej w szkole średniej. |                                                                 |                             |                                         |                      |
| 18 | Charlie and the Break-Up Coach                                  | Gerry Cohen                 | Ray James                               | 16 maja 2013         |
| Jen odkrywa swoje powołanie pomagając innym. |                                                                 |                             |                                         |                      |
| 19 | Charlie, Kate and Jen Get Romantic                              | Andy Cadiff                 | Bob Kushell                             | 23 maja 2013         |
| Martin swata Charliego i Jen. |                                                                 |                             |                                         |                      |
| 20 | Charlie Breaks Up With Kate                                     | Bob Koherr                  | Eric Weinberg                           | 30 maja 2013         |
| Charlie zrywa z Kate, po tym jak kobieta nie chce się zaangażować w związek. |                                                                 |                             |                                         |                      |
| 21 | Charlie & His New Therapist                                     | Gerry Cohen                 | Renée Estevez                           | 3 czerwca 2013       |
| Terapeutą Charliego zostaje emerytka, która do tej pory prowadziła badania kliniczne. |                                                                 |                             |                                         |                      |
| 22 | Charlie and Kate Start a Sex Study                              | Gerry Cohen                 | Ray James                               | 6 czerwca 2013       |
| Charlie i Kate rozpoczynają projekt dotyczący życia seksualnego pacjentów. |                                                                 |                             |                                         |                      |
| 23 | Charlie and the Secret Gigolo                                   | Gerry Cohen                 | Daniel Dracht                           | 10 czerwca 2013      |
| Charlie popada w konflikt z nowym chłopakiem Jen – Seanem. |                                                                 |                             |                                         |                      |
| 24 | Charlie and His New Friend With Benefits                        | Kevin Sullivan              | Bob Kushell                             | 13 czerwca 2013      |
| Charlie rozpoczyna przyjaźń z nową partnerką, którą jednak interesuje poważny związek, a nie seks bez zobowiazań. |                                                                 |                             |                                         |                      |
| 25 | Charlie and the Airport Sext                                    | Gerry Cohen                 | Shauna McGarry                          | 20 czerwca 2013      |
| Charlie i jego podopieczni spędzają kilka godzin na lotnisku z powodu opóźnienia lotu. |                                                                 |                             |                                         |                      |
| 26 | Charlie and the Hot Nerd                                        | Gerry Cohen                 | Daley Haggar                            | 27 czerwca 2013      |
| Charlie spotyka się z młodą informatyczką, która zaprasza go na Comic Con. |                                                                 |                             |                                         |                      |
| 27 | Charlie Dates a Serial Killer’s Sister                          | Gerry Cohen                 | Michael Loftus                          | 11 lipca 2013        |
| Charlie spotyka w więzieniu kobietę, z którą zaczyna się umawiać. Okazuje się, iż jest ona siostrą Wayne’a – seryjnego mordercy. |                                                                 |                             |                                         |                      |
| 28 | Charlie and the Cheating Patient                                | Bob Koherr                  | Kristy Grant                            | 18 lipca 2013        |
| Charlie uważa, iż Sean zdradza Jen. Wykorzystuje Lacey by to udowodnić. Mieszkanie Nolana zostaje okradzione. |                                                                 |                             |                                         |                      |
| 29 | Charlie and the Hit and Run                                     | Gerry Cohen                 | Rob Ulin                                | 25 lipca 2013        |
| Martin podczas jazdy z Edem potrąca kobietę. Następnie decyduje się przekazać wszystkie swoje pieniądze swojej rodzinie, po to by nie zostały one ściągnięte w procesie cywilnym, który jego zdaniem wytoczy mu potrącona kobieta. |                                                                 |                             |                                         |                      |
| 30 | Charlie and the Virgin                                          | Bob Koherr                  | Shauna McGarry                          | 1 sierpnia 2013      |
| Kate wprowadza Charliego w terapię swojej pacjentki – 32-letniej dziewicy. |                                                                 |                             |                                         |                      |
| 31 | Charlie Kills His Ex’s Sex Life                                 | Gerry Cohen                 | Kristy Grant                            | 8 sierpnia 2013      |
| Canvas – młody chłopak Jen – umiera po stosunku seksualnym. W mieszkaniu Charliego urządzana jest stypa. |                                                                 |                             |                                         |                      |
| 32 | Charlie and the Prison Riot                                     | Gerry Cohen                 | Clay Graham                             | 15 sierpnia 2013     |
| Charlie i Michael zostają wzięci za zakładników podczas zamieszek w więzieniu. |                                                                 |                             |                                         |                      |
| 33 | Charlie and Kate Do It For Money                                | Bob Koherr                  | Dave Caplan                             | 5 września 2013      |
| Kate umawia się z Leslie po to aby otrzymać dotację na badania. |                                                                 |                             |                                         |                      |
| 34 | Charlie and the Sting                                           | Gerry Cohen                 | Daniel Dracht                           | 12 września 2013     |
| Kate odchodzi od Charliego zarówno w życiu prywatnym, jak i zawodowym. |                                                                 |                             |                                         |                      |
| 35 | Charlie Gets the Party Started                                  | Gerry Cohen                 | Daley Haggar                            | 19 września 2013     |
| Sean organizuje Charliemu imprezę w jego domu – przez co terapeuta popada w kilkudniowy ciąg alkoholowy i nie może kontynuować pracy ze swoją grupą. |                                                                 |                             |                                         |                      |
| 36 | Charlie and the Grad Student                                    | Bob Koherr                  | Clay Graham                             | 26 września 2013     |
| Charlie podczas wykładów na uczelni poznaje studentkę, która chce oglądać jego sesje terapeutyczne. |                                                                 |                             |                                         |                      |
| 37 | Charlie’s New Sex Study Partner                                 | Bob Koherr                  | Dave Caplan, Bruce Helford, Bob Kushell | 3 października 2013  |
| Jordan – doktor z zaburzeniami psychicznymi i uzależnieniem od alkoholu, zostaje nową partnerką Charliego w badaniach nad seksem. |                                                                 |                             |                                         |                      |
| 38 | Charlie and the Sex Addict                                      | Steve Zuckerman             | Bob Kushell                             | 10 października 2013 |
| Charlie podrywa sponsorkę Jordan, która jest uzależniona od seksu. |                                                                 |                             |                                         |                      |
| 39 | Charlie and the Hooker                                          | Steve Zuckerman             | Corinne Stikeman                        | 24 października 2013 |
| Pacjentem Charliego zostaje alfons, który rozlicza się z nim poprzez wynajęcie mu prostytutki. |                                                                 |                             |                                         |                      |
| 40 | Charlie and the Devil                                           | Gerry Cohen                 | Daley Haggar                            | 31 października 2013 |
| Pacjentem Charliego zostaje mężczyzna o imieniu Bob, który twierdzi iż jest diabłem. |                                                                 |                             |                                         |                      |
| 41 | Charlie and Sean and the Battle of the Exes                     | Shelley Jensen              | Andy Roth                               | 7 listopada 2013     |
| Sean prosi Charliego by ten wstawił się za niego u Jen. Kobieta jednak nie chce słuchać o powrocie do dawnego chłopaka, ale interesuje ją zbliżenie z byłym mężem – czyli Charliem. |                                                                 |                             |                                         |                      |
| 42 | Charlie Helps Lacey Stay Rich                                   | Gerry Cohen                 | Rob Ulin                                | 14 listopada 2013    |
| Rodzice Lacey chcą ją wydziedziczyć. Przy biernym udziale Charliego, Lacey przedstawia Patricka jako swojego narzeczonego. |                                                                 |                             |                                         |                      |
| 43 | Charlie Loses His Virginity Again                               | Steve Zuckerman             | Daniel Dracht                           | 21 listopada 2013    |
| Lacey i Patrick dalej odgrywają zakochaną parę. Charlie postanawia przespać się z kobietą, z którą przed laty stracił dziewictwo. |                                                                 |                             |                                         |                      |
| 44 | Charlie Does It for Science                                     | Bob Koherr                  | Michael Loftus                          | 5 grudnia 2013       |
| Charlie i Jordan udzielają wywiadu dziennikarce na temat ich badań. Charlie w celach prezentacyjnych odbywa stosunek z dziennikarką, którego wyniki niepokoją Jordan. |                                                                 |                             |                                         |                      |
| 45 | Charlie and Lacey Shack Up                                      | Bob Koherr                  | Daley Haggar                            | 12 grudnia 2013      |
| Lacey zostaje skazana na 2 tygodnie aresztu domowego, który odbywa się w domu Charliego. |                                                                 |                             |                                         |                      |
| 46 | Charlie and the Christmas Hooker                                | Bob Koherr                  | Shauna McGarry                          | 19 grudnia 2013      |
| Charlie zaprasza wszystkich swoich pacjentów na wigilię. Ed kradnie z lokalnego kościoła figurkę meksykańskiego Jezusa, którą Charlie musi zwrócić. Sean zostaje zaproszony do Jordan na dekorowanie choinki. |                                                                 |                             |                                         |                      |
| 47 | Charlie and the Pajama Intervention                             | Bob Koherr                  | Dave Caplan                             | 23 stycznia 2014     |
| Charlie znowu imprezuje z Seanem, przez co zaniedbuje swoją grupę. Będąc na kacu Charlie wywołuje awanturę w banku, przez co może stracić licencję terapeuty – na posiedzeniu komisji wstawia się za nim Jordan, Sean i cała jego grupa. |                                                                 |                             |                                         |                      |
| 48 | Charlie Sets Jordan Up with a Serial Killer                     | Shelley Jensen              | Kimberly Altamirano                     | 30 stycznia 2014     |
| Wayne ma zostać przeniesiony do więzienia w Teksasie. Aby temu zapobiec, potrzebuje przedstawić komisji penitencjarnej swoją dziewczynę, dla której powinien odbywać karę w Kalifornii. Charlie postanawia mu pomóc i prosi Jordan, by ta udawała partnerkę Wayne’a. |                                                                 |                             |                                         |                      |
| 49 | Charlie and the Twins                                           | Bob Koherr                  | Clay Graham                             | 6 lutego 2014        |
| Do miasta przylatuje siostra-bliźniaczka Jordan. Charlie dowiaduje się, iż rodzeństwo nie przepada za sobą, po czym zostaje wplątany w intrygę pomiędzy siostrami. Patrick i Lacey tracą w Las Vegas 100 tysięcy dolarów, które dostali na poczet wesela od jej rodziców. |                                                                 |                             |                                         |                      |
| 50 | Charlie and Sean Fight Over a Girl                              | Steve Zuckerman             | Kristy Grant                            | 27 lutego 2014       |
| Do Los Angeles przylatuje Molly, przyjaciółka Patricka. Charlie i Sean zakładają się o to, który z nich pierwszy się z nią prześpi. |                                                                 |                             |                                         |                      |
| 51 | Charlie and the Last Temptation of Eugenio                      | Bob Koherr                  | Bob Kushell                             | 6 marca 2014         |
| Lacey tuż przed swoim ślubem z Patrickiem spotyka swojego dawnego adoratora – Majesha, który okazuje się być przystojnym i bogatym człowiekiem. Hinduska zamierza nie dopuścić do swojego ślubu z Patrickiem. Podczas uroczystości weselnych Charlie spotyka swojego dawnego przyjaciela, który obecnie jest księdzem. Terapeuta postanawia poddać go próbie i wystawia go na pokuszenie. |                                                                 |                             |                                         |                      |
| 52 | Charlie and the Hot Latina                                      | Bob Koherr                  | Eric Weinberg                           | 13 marca 2014        |
| Ed i Martin proszą Charliego o pomoc w walce z ich meksykańskimi sąsiadami. Charlie odwiedzając blok ojca orientuje się, iż jedną z sąsiadek jest seksowna Meksykanką, z którą rozpoczyna romans, by następnie spróbować przekonać jej rodziców do ugody. Meksykanin (Cheech Marin) nie zamierza jednak dogadywać się z Edem, którego uważa za rasistę. W międzyczasie Sean pomaga Jordan w jej badaniach nad seksem. |                                                                 |                             |                                         |                      |
| 53 | Charlie and His Probation Officer’s Daughter                    | Shelley Jensen              | Kimberly Altamirano                     | 20 marca 2014        |
| Charliemu po incydencie w banku (w odcinku Charlie and the Pajama Intervention) zostaje przydzielony kurator sądowy. Oczekując na wizytę u kuratora, Charlie odbywa stosunek z jego sekretarką, która okazuje się być jednocześnie córką kuratora. Kobieta okazuje się być niezrównoważona psychicznie i zaczyna prześladować Charliego. |                                                                 |                             |                                         |                      |
| 54 | Charlie Gets Date Rated                                         | Steve Zuckerman             | Dave Caplan                             | 27 marca 2014        |
| Charlie próbuje poderwać dziewczynę w barze, która wymaga od niego posiadania profilu na portalu randkowym Lizzie. Charlie zakłada profil i zabiera na obiad Jordan, po to by kobieta wystawiła mu pozytywną rekomendację na portalu. Podczas posiłku, Charlie zostawia Jordan samą sobie, za co kobieta rewanżuje się wystawieniem negatywnej opinii na portalu randkowym. Aby poprawić swoje notowania, Charlie korzystając z niedyspozycji Jordan, włamuje się na jej komputer i zmienia jej recenzję na pozytywną. Ed spotyka się z matką Nolana, która prosi go by nauczył jej syna jazdy na rowerze. |                                                                 |                             |                                         |                      |
| 55 | Charlie and Jordan Go to Prison                                 | Bob Koherr                  | Shauna McGarry                          | 3 kwietnia 2014      |
| Charliego i Jordan odwiedza redaktor gazety erotycznej Maxim, który proponuje im artykuł o ich badaniach nad seksem w swojej gazecie. Jordan jest oburzona, iż badania naukowe mogłyby opublikowane w piśmie dla panów. Postawa Jordan doprowadza do zamknięcia badań. Charlie podczas wizyty u swoich podopiecznych w więzieniu, wpada na pomysł by rozpocząć nowe badania, tym razem w więzieniu. Pomysł Charliego zostaje rozpatrzony pozytywnie przez komisję, jednak jej przedstawiciel sugeruje Charliemu, iż powinien poprowadzić te badania w parze z kobietą. Po bezowocnych próbach znalezienia nowej partnerki, Charlie proponuje ponownie współpracę Jordan. Lacey po tym jak oszukała swoich rodziców, zostaje zmuszona do przeprowadzki do taniego mieszkania – zostaje sąsiadką Nolana. |                                                                 |                             |                                         |                      |
| 56 | Charlie and the Re-Virginized Hooker                            | Bob Koherr                  | Michael Loftus                          | 10 kwietnia 2014     |
| Charlie znowu spotyka się z Sashą (prostytutką), przez co zaniedbuje swoje obowiązki zawodowe. Ed, Nolan i Patrick remontują nowe mieszkanie Lacey. |                                                                 |                             |                                         |                      |
| 57 | Charlie Catches Jordan in the Act                               | Bob Koherr                  | Kristy Grant                            | 17 kwietnia 2014     |
| Charlie imprezuje z Seanem, przez co nie przychodzi do pracy do więzienia. Jordan daje się zauroczyć więźniowi o imieniu Tim, z którym się całuje. Następnie mężczyzna szantażuje Charliego, iż rozpowie o incydencie. Charlie prosi Wayne’a by zajął się problemem. |                                                                 |                             |                                         |                      |
| 58 | Charlie Spends the Night with Lacey                             | Bob Koherr                  | Eric Weinberg                           | 24 kwietnia 2014     |
| Lacey zamierza zaatakować swojego byłego chłopaka podczas jego ślubu, aby do tego nie dopuścić Charlie udaje się do jej mieszkania. |                                                                 |                             |                                         |                      |
| 59 | Charlie Screws a Prisoner’s Girlfriend                          | Steve Zuckerman             | Bob Kushell                             | 1 maja 2014          |
| Charlie dostarcza prezent dziewczynie więźnia, jednocześnie zostając u niej na noc. Niedługo po incydencie więzień zostaje wypuszczony za dobre sprawowanie i postanawia odnaleźć mężczyznę, z którym zdradziła go dziewczyna. Charlie aby uniknąć odpowiedzialności zwala winę na Seana. |                                                                 |                             |                                         |                      |
| 60 | Charlie Cops a Feel                                             | Steve Zuckerman             | Bob Kushell                             | 8 maja 2014          |
| Charlie spotyka się z policjantką, która okazuje się być niezrównoważona psychicznie. |                                                                 |                             |                                         |                      |
| 61 | Charlie, Lacey and the Dangerous Plumber                        | Steve Zuckerman             | Daniel Dracht                           | 15 maja 2014         |
| Charlie wbrew sobie zatrudnia w swoim domu hydraulika, który właśnie wyszedł z więzienia. Terapeuta obawia się, iż były skazaniec go okradnie, bądź dopuści się przestępstwa razem z Lacey, która planuje włamać się do mieszkania swojego byłego chłopaka. |                                                                 |                             |                                         |                      |
| 62 | Charlie and the Mother of All Sessions                          | Bob Koherr                  | Dave Caplan                             | 29 maja 2014         |
| Charlie bazując na swoich doświadczeniach z ojcem – organizuje sesję terapeutyczną na którą jego podopieczni przychodzą wraz z rodzicami. |                                                                 |                             |                                         |                      |
| 63 | Charlie and Sean’s Twisted Sister                               | Bob Koherr                  | Michael Loftus                          | 4 sierpnia 2014      |
| Siostra Seana – Lauren, przylatuje do Los Angeles. Sean zabrania Charliemu podrywania Lauren. Jednakże siostra Seana chcąc odegrać się na bracie, sama kokietuje sąsiada. Lacey i Patrick rywalizują o mężczyznę. |                                                                 |                             |                                         |                      |
| 64 | Charlie Has a Threesome                                         | Bob Koherr                  | Daley Haggar                            | 4 sierpnia 2014      |
| Charlie ponownie spotyka się z Sashą. Kobieta proponuje mu, by trójkąt ze swoją koleżanką (także prostytutką) o imieniu Jenna (w tej roli Tiffany Dupont). Okazuje się, iż Jenna jest zazdrosna o Sashę. Lacey używa CV Jordan, po to by sprzedać swoje komórki macierzyste. |                                                                 |                             |                                         |                      |
| 65 | Charlie and the Lap Dance of Doom                               | Bob Koherr                  | Eric Weinberg                           | 11 sierpnia 2014     |
| Sean zdradza Charliemu swoje pomysły na usprawnienie nocnego klubu, w którym jest menadżerem. Charlie nieopatrznie zaś dzieli się ideami Seana ze striptizerką z klubu Seana. Kobieta wykorzystuje te pomysły po to by zająć stanowisko Seana. Lacey udaje alkoholiczkę i przychodzi na spotkania AA po to by poznać milionera uzależnionego od alkoholu. |                                                                 |                             |                                         |                      |
| 66 | Charlie Tests His Will Power                                    | Bob Koherr                  | Bob Kushell                             | 11 sierpnia 2014     |
| Charlie opiekuje się mężczyzną, który zostaje wypuszczony na wolność po 50 latach, po tym jak okazało się, iż jest niewinny. Jordan stara się udowodnić, iż nie jest dziewczyną Seana. |                                                                 |                             |                                         |                      |
| 67 | Charlie and the Psychic Therapist                               | Bob Koherr                  | Kristy Grant                            | 18 sierpnia 2014     |
| Ed żali się podczas sesji na terapeutę, który wyciągnął od niego masę pieniędzy, a nie pomógł mu w jego relacjach z żoną. Charlie postanawia sprawdzić tego terapeutę, prosi Jordan by ta zagrała jego żonę przed doktorem Randym (w tej roli Michael Gross). Nolan spotyka Kwame, Afrykańczyka, którego w przeszłości sponsorował jako dziecko. Okazuje się, iż Kwame przeniósł się do USA i osiągnął olbrzymi sukces w biznesie. |                                                                 |                             |                                         |                      |
| 68 | Charlie Gets Between Sean and Jordan                            | Bob Koherr                  | Dave Caplan                             | 18 sierpnia 2014     |
| Charlie załatwia sobie i Jordan przemówienie na konferencji APA. Mężczyzna miesza się w sprawy pomiędzy Jordan a Seanem. Prowadzi to do nawrotu choroby alkoholowej Jordan, która po pijanemu rujnuje przemówienie podczas konferencji. Lacey wyłudza pieniądze od ludzi zakładając stronę WWW, na której zamieszcza live-streaming, na którym udaje, iż jest w śpiączce. Nolan, Ed i Patrick pomagają jej w oszustwie. |                                                                 |                             |                                         |                      |
| 69 | Charlie Does Times With the Hot Warden                          | Bob Koherr                  | Shauna McGarry                          | 25 sierpnia 2014     |
| Grupa terapeutyczna w więzieniu, ma zostać rozwiązana. Charlie nie chcąc tracić pacjentów i posady postanawia rozmówić się z naczelnikiem. Okazuje się, iż posada ta została w ostatnim czasie zajęta przez kobietę. W międzyczasie Nolan pracujący jako szofer, wozi służbową limuzyną Lacey, Patricka i Eda. Lacey staje w obronie Nolana, gdy ten zostaje obrażony przez bogatego playboya. |                                                                 |                             |                                         |                      |
| 70 | Charlie & The Warden’s Dirty Secret                             | Bob Koherr                  | Renée Estevez                           | 25 sierpnia 2014     |
| Charlie poznaje wstydliwy sekret naczelniczki i dzieli się z nim z więźniami. Naczelniczka w obawie przed kompromitacją, decyduje się zachować więzienną grupę terapeutyczną. Charlie stara się przekonać więźniów by nie rozpowiadali o tym, iż naczelniczka występowała w filmach pornograficznych. Dr Randy, który odbywa karę więzienia, każe w zamian za swoje milczenie dostarczyć sobie kilka dziwnych przedmiotów. Charlie spełnia prośbę, potem jednak dowiaduje się od Nolana, iż zakupione dla doktora Randy’ego przedmioty mogą mu posłużyć do ucieczki z więzienia. W międzyczasie Nolan z pomocą Lacey, Eda i Patricka, udaje się po odbiór darmowego telefonu. |                                                                 |                             |                                         |                      |
| 71 | Charlie and the Temper of Doom                                  | Bob Koherr                  | Bob Kushell                             | 1 września 2014      |
| Charlie zostaje zawieszony w prawach i obowiązkach terapeuty po tym jak wysadził w powietrze śmieciarkę. Grupę Charliego prowadzi Jordan, która kiepsko sobie radzi. Charlie zaś zmuszony jest uczęszczać jako pacjent do innej grupy terapeutycznej, na której poznaje atrakcyjną brunetkę. Jordan testuje opanowanie Charliego – prosi Seana oraz płaci przypadkowym osobom, by ci spróbowali wyprowadzić terapeutę z równowagi. Charlie myśląc, iż jest dalej testowany – specjalnie obraża przedstawiciela APA, gdy ten odwiedza go w domu. |                                                                 |                             |                                         |                      |
| 72 | Charlie Gets Trashed                                            | Bob Koherr, Steve Zuckerman | Renée Estevez                           | 1 września 2014      |
| Odcinek retrospektywny, przedstawiający wydarzenia, które doprowadziły Charliego do wysadzenia śmieciarki. Operator śmieciarki – Jimmy, umyślnie rozsypuje śmiecie na podjeździe Charliego, ten z kolei wybiera się do przedsiębiorstwa komunalnego by złożyć skargę. Okazuje się, iż pracowniczką przedsiębiorstwa jest była dziewczyna Jimmy’ego. Charlie uwodzi kobietę, po to by odegrać się na rywalu. Jimmy w odwecie zasypuje przód domu Charliego workami ze śmieciami. Terapeuta nie wytrzymuje ciśnienia i konstruuje koktajl Mołotowa, którym wysadza śmieciarkę. W międzyczasie Nolan i Lacey rywalizują o pracę administratora budynku, w którym mieszkają. Właściciel nieruchomości daje się oczarować i powierza pracę Lacey, ta z kolei wykorzystuje Nolana by ten pracował za nią. Podczas pracy Nolan napotyka dzieci, które płacą mu za zjedzenie dziwnych rzeczy. Lacey robi się żal Nolana i odstępuje mu oficjalnie swoją pracę. |                                                                 |                             |                                         |                      |
| 73 | Charlie and the Case of the Curious Hottie                      | Bob Koherr                  | Dave Caplan                             | 8 września 2014      |
| Charlie jest prześladowany przez naczelniczkę więzienia. Sean i Jordan myślą o zamieszkaniu razem. Nolan wynajmuje swoje mieszkanie i przeprowadza się do limuzyny, w której pracuje. Dołącza do niego również Lacey. |                                                                 |                             |                                         |                      |
| 74 | Charlie Pledges a Sorority Sister                               | Bob Koherr                  | Andy Roth, Corinne Stikeman             | 8 września 2014      |
| Lacey spotyka się z muzykiem, który planuje zabrać ją na galę MTV Video Music Awards. Charlie spotyka Kelly, która byłą przyjaciółką Jordan na studiach. Kobieta utrzymuje, że nigdy nie została rzucona przez mężczyznę. Jordan postanawia to zmienić i doprowadzić do tego by Charlie uwiódł Kelly, a następnie ją porzucił. |                                                                 |                             |                                         |                      |
| 75 | Charlie Plays Hide And Go Cheat                                 | Bob Koherr                  | Dave Caplan                             | 3 listopada 2014     |
| Aby wygrać zakład, Charlie musi zrobić sobie zdjęcie w hotelowym pokoju o godzinie 20:00 z nową kochanką. Charlie prosi o pomoc Lacey, a kiedy ta nie może mu pomóc, manipuluje Jordan i ściągą ją i Seana do hotelowego pokoju. W międzyczasie Nolan dołącza do Patricka i wspólnie udają się na zajęcia z malarstwa, na których Lacey pozuje nago. |                                                                 |                             |                                         |                      |
| 76 | Charlie & The Revenge of the Hot Nerd                           | Bob Koherr                  | Bob Kushell                             | 3 listopada 2014     |
| Charlie ponownie spotyka się z Monicą (informatykiem). Kobieta włamuje się na jego konto PayPal i kradnie mu tożsamość. Charlie podczas sesji terapeutycznej w więzieniu dowiaduje się, iż w izolatce przebywa haker, który może mu pomóc. |                                                                 |                             |                                         |                      |
| 77 | Charlie and the Curse of the Flying Fist                        | Bob Koherr                  | Daniel Dratch                           | 10 listopada 2014    |
| Nolan skarży się podczas sesji na to, że jest prześladowany w pracy. Charlie uczy go asertywności. Sean i Jordan urozmaicają swoje życie erotyczne poprzez odgrywanie scenek. Sean czuje się niekomfortowo kiedy Jordan wciela się w rolę matki z trójką dzieci. |                                                                 |                             |                                         |                      |
| 78 | Charlie and the Houseful of Hookers                             | Steve Zuckerman             | Dave Caplan                             | 10 listopada 2014    |
| Sasha prosi Charliego by ten przyjął na kilka dni do swojego domu pięć prostytutek, które chcą wrócić na dobrą drogę. Sean przekonuje Charliego, iż w jego klubie zagra zespół The Rolling Stones. Charlie chcąc udać się na koncert, powierza opiekę nad prostytutkami Jordan. |                                                                 |                             |                                         |                      |
| 79 | Charlie Gets Patrick High                                       | Bob Koherr                  | Eric Weinberg                           | 17 listopada 2014    |
| Patrick odmawia wywiadu dla Vogue z powodu poczucia niskiej wartości zaszczepionego w dzieciństwie. Charlie chcąc mu pomóc zabiera Patricka do domu, w którym ten dorastał. Lacey usiłuje zlecić pobicie Seana. |                                                                 |                             |                                         |                      |
| 80 | Charlie and Lacey Go For Broke                                  | Bob Koherr                  | Kimberly Altamirano                     | 17 listopada 2014    |
| Ojciec Lacey odwiedza Los Angeles. Charlie przekonuje mężczyznę by ten udawał, iż jest bankrutem, po to by Lacey nauczyła się żyć samodzielnie, bez pomocy rodziców. Sean dogaduje się z Nolanem, by ten przywoził mu klientów do clubu ze striptizem. |                                                                 |                             |                                         |                      |
| 81 | Charlie & the Terrible, Horrible, No Good Very Bad Thanksgiving | Bob Koherr                  | Michael Loftus                          | 24 listopada 2014    |
| Charlie organizuje w swoim domu Święto Dziękczynienia, na które zaprasza swoich pacjentów, Seana i Jordan. Charlie zaprasza również żonę Eda – Dorothy, którą chce namówić by wróciła do męża. Nieoczekiwanie, Ed przyprowadza inną kobietę, poznaną poprzedniego dnia. Doprowadza to do awantury, w której Charlie występuje jako mediator. Jordan podejrzewa Seana, o to że ją zdradza. Lacey jest zazdrosna o Nolana. |                                                                 |                             |                                         |                      |
| 82 | Charlie Rolls the Dice in Vegas                                 | Bob Koherr                  | Ron Rappaport                           | 24 listopada 2014    |
| Charlie wymyka się z Seanem na weekend do Las Vegas, nieoczekiwanie dołącza do nich Sasha. Charlie pod wpływem alkoholu żeni się z Sashą w Vegas i nie chce anulować tego małżeństwa. Po zaślubinach, do domu Charliego przeprowadza się rodzina Sashy: jej brat i matka, którzy tworzą patologiczną rodzinę. |                                                                 |                             |                                         |                      |
| 83 | Charlie & the Return of the Danger Girl                         | Bob Koherr                  | Kristy Grant                            | 1 grudnia 2014       |
| Charlie spotyka się z kobietą, która jest fanką sportów ekstremalnych. Kobieta zmusza Charliego, by ten skoczył ze spadochronem z samolotu. Nolan oferuje Charliemu swoją pomoc w przezwyciężeniu strachu. |                                                                 |                             |                                         |                      |
| 84 | Charlie Gets in Bed With Jordan’s Ex                            | Bob Koherr                  | Dave Caplan                             | 1 grudnia 2014       |
| Były mąż Jordan chce jej wynagrodzić zdradę sprzed laty i zainwestować w Charliego, po to by ten otworzył wraz z Jordan sieć więziennych klinik terapeutycznych. Charlie wiedząc, iż Jordan nie zgodzi się na współpracę z byłym mężem, wynajmuje oszusta by ten podawał się za tajemniczego inwestora. Nolan protestuje przeciwko wycince drzewa w barze. Lacey rozkazuje mu zaprzestania strajku okupacyjnego, kiedy jednak jej perswazja okazuje się być za słaba, przyłącza się do strajku swojego chłopa.a |                                                                 |                             |                                         |                      |
| 85 | Charlie’s Living the Dream                                      | Bob Koherr                  | Bruce Helford                           | 8 grudnia 2014       |
| Ed odnawia małżeństwo ze swoją żoną i zaprasza Charliego, by ten przemówił na ceremonii. Charlie nie chcąc się spóźnić, na kilka godzin przed uroczystością kończy imprezę z Seanem, a następnie ucina sobie drzemkę, podczas której śnią mu się koszmary (widzi między innymi swojego sąsiada Michaela na koniu). W tym czasie w więzieniu, Wayne wmawia Jordan, iż Ernesto i Cleo szykują na nią zamach. Kobieta bojąc się więźniów, ściąga na pomoc jednostkę interwencyjną. |                                                                 |                             |                                         |                      |
| 86 | Charlie Meets his Match                                         | Bob Koherr                  | Bob Kushell                             | 8 grudnia 2014       |
| Charlie spotyka się z profesjonalną swatką, która umawia jego i Seana na podwójną randkę. Podczas randki dochodzi do pomyłki i Sean spotyka się z kobietą, która według swatki miała spotkać się z Charliem. Jordan występuje wraz z Cleo, Ernesto i Wayne’em oraz innymi więźniami w sztuce pt. „Romeo i Julia”. |                                                                 |                             |                                         |                      |
| 87 | Charlie and The Epic Relationship Fail                          | Bob Koherr                  | Andrew Roth, Corinne Stikeman           | 15 grudnia 2014      |
| Ed zaprasza Seana do gry w pokera na pieniądze. Podczas rozgrywki Sean zostaje oszukany, aby się odegrać proponuje on kolejne spotkanie pokerowe, na które zaproszony zostaje także Patrick. Podczas kolejnej gry Sean zostaje oszukany kolejny raz, z powodu zmowy Patricka i Eda. Charlie próbuje przekonać Nolana, by ten był bardziej ambitny. |                                                                 |                             |                                         |                      |
| 88 | Charlie Gets Tied Up with A Catholic Girl                       | Bob Koherr                  | Bob Kushell                             | 15 grudnia 2014      |
| Lacey oszukuje swoją prababcię, udając iż jest w ciąży, po to by wyłudzić rodowy pierścień. Na taki sam pomysł wpada siostra Lacey – Sateen. Lacey demaskuje oszustwo siostry, co doprowadza prababcię do ataku serca, który kończy się zgonem. Na mocy testamentu, rodowy pierścień otrzymuje matka Lacey i Sateen. Prababcia zostawia jednak kilkumilionowy fundusz, dla przyszłego dziecka Lacey lub Sateen. W międzyczasie, Martin opowiada Charliemu, iż spotkał zamożną kobietę Joanne, do której chciałby się wprowadzić. Kobieta ta jest dewotką, w związku z czym Martin prosi Charliego, by ten udawał przykładnego katolika. Charlie zostaje uwiedziony przez córkę Joanny, Mary Kathleen (w tej roli Izabella Miko). |                                                                 |                             |                                         |                      |
| 89 | Charlie and the Sexy Swing Vote                                 | Bob Koherr                  | Dave Caplan                             | 22 grudnia 2014      |
| Charlie i Jordan zatrudniają asystentkę, która miałaby rozwiązywać ich konflikty. Kobieta pomimo zapewnień iż będzie po stronie Charliego, zaczyna popierać Jordan. Charlie konstruuje intrygę z udziałem Seana, po to by doprowadzić do zwolnienia asystentki. W międzyczasie Nolan poznaje rodziców Lacey. Hindusom nie podoba się to, iż Nolan jest palaczem marihuany. Mężczyzna postawiać zaimponować rodzicom Lacey i zrezygnować z narkotyków, co w krótkim czasie zmienia jego osobowość, która kompletnie nie odpowiada jego dziewczynie. |                                                                 |                             |                                         |                      |
| 90 | Charlie & The 100th Episode                                     | Bob Koherr                  | Bruce Helford, Dave Caplan, Bob Kushell | 22 grudnia 2014      |
| Charlie dostaje propozycję zostania psychologiem w swojej starej drużynie baseballowej. W związku z nowym zajęciem musi rozwiązać swoją grupę terapeutyczną i przestać pracować w więzieniu. Jordan zostaje przytłoczona obowiązkami, po tym jak gubernator złagodził wyroki tysiącom skazanym, którzy przed wyjściem na wolność muszą odbyć rozmowę z więziennym psychologiem. Jen zostaje dziewczyną szefa narkotykowego gangu i przeprowadza się do Tijuany. Charlie po zmianie pracy, zostaje źle przyjęty przez baseballistów. |                                                                 |                             |                                         |                      |